# Force of Execution
Force of Execution è un film del 2013, diretto da Keoni Waxman e interpretato da Steven Seagal, Ving Rhames e Danny Trejo.

## Trama
Gli affari dell'impero criminale di Alexander Coates procedono a gonfie vele fino a quando Roman Hurts, uno dei suoi uomini migliori, scombina quello che doveva essere un colpo di routine. Alexander risparmia la vita a Roman ma ne paralizza le mani, causandone il ritiro forzato dal giro. Nell'arco di poco tempo, però, Alexander si renderà conto di avere bisogno per l'ultima volta dell'aiuto di Roman di fronte alla comparsa di Iceman, uno spietato assassino.

## Distribuzione
Negli Stati Uniti è uscito il 17 dicembre 2013, mentre in Italia, è uscito direttamente per il mercato home video nel 2014.

## Prequel
Al film sono seguiti il prequel A Good Man nel 2014 e Absolution - Le regole della vendetta (Absolution) nel 2015.